# Thiên hà nguyên tố
Thiên hà nguyên tố là cách bố trí mới của bảng tuần hoàn bày ra các nguyên tố hóa học thành hình thiên hà, do Philip Stewart vẽ vào tháng 11 năm 2004. Các nguyên tố có nhiều đặc tính tuần hoàn, phần nhiều vì số điện tử hóa trị. Vào năm 1951, Edgar Longman làm thấy rõ rằng, nếu mà xếp các nguyên tố theo đường xoắn ốc bầu dục, thì thấy rõ được những kiểu mẫu về đặc tính. Điều này cho ông Stewart, lúc đó chỉ 12 tuổi, một ý niệm coi giống thiên hà xoắn ốc. Ông Stewart muốn nó bổ sung cách bố trí bảng tuần hoàn thường.
|  |  |